# 大庄子镇
大庄子乡，是中华人民共和国甘肃省酒泉市金塔县下辖的一个乡镇级行政单位。

## 行政区划
大庄子乡下辖以下地区：
大庄子村、牛头湾村、三墩村、永丰村、头墩村和双新村。